# 居辛縣

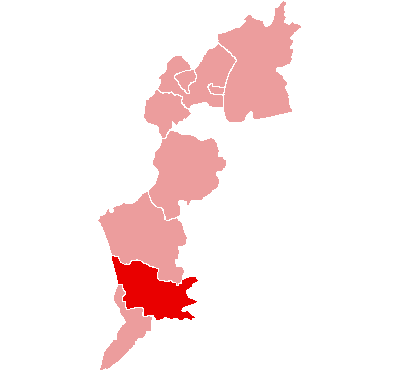
在布爾根蘭州的位置

居辛縣 （德語：Bezirk Güssing）是奧地利布爾根蘭州的一個縣。面積485.4平方公里，2001年人口27,199人。首府居辛，下分28市镇。